# Belairbus
Belairbus je belgický letecký výrobce. Jde o konsorcium založené roku 1979 s cílem umožnění účasti řady belgických společností na programu výroby letounů Airbus, při zachování podmínky účasti pouze jednoho subjektu z každé evropské země. Jedná se o přidruženého partnera Airbusu, vyrábějícího součásti pro rodiny letounů Airbus A320, A340 a A380.

## Historie
Belairbus vznikl v roce 1979 jako konsorcium jehož členy byla belgická vláda, regionální investiční agentura regionu Valonsko a společnosti SONACA (dříve Avions Fairey), Fabrique Nationale a Asco.
Jeho cílem byl podíl na výrobě Airbusu A310, pro nějž vyrábělo sloty na náběžné hrany křídel, Kruegerovy klapky a jejich vodicí lišty. Konsorcium Airbus označovalo Belairbus jako přidruženého partnera, stejně jako nizozemskou společnost Fokker, jelikož obě se podílely na výrobě letounů Airbus aniž by byly podílníky Airbusu.
V současné době jsou členy konsorcia firmy Sonaca, Asco Industries a Eurair, dceřiná společnost skupiny Watteeuw, jejichž podíly na výrobě odpovídají objemu jejich podílu v konsorciu – Sonaca okolo 58 %, Asco 35 % a Eurair 7 %. Vlastníkem jednoho podílu je také belgická letecká firma SABCA.